# EDC Paris Business School
EDC Paris Business School – europejska szkoła biznesowa posiadająca kampus w La Défense. Założona w 1950. We Francji posiada status grande école.
Programy studiów realizowane przez EDC Paris posiadają potrójną akredytację przyznaną przez CGE, AMBA oraz UGEI. Wśród znanych absolwentów tej uczelni znajduje się między innymi Jean Todt (prezydent Fédération Internationale de l’Automobile).